# Абд ал-Гаффар Киримі
Абд ал-Гаффар Киримі (повне ім'я: аль-Хаджж Абд аль-Гаффар бін аль-Хаджж Хасан бін аль-Хаджж Махмуд бін аль-Хаджж Абд аль-Ваххаб-ефенді бін аль-Хаджж Муртаза-ефенді бін Кендже бін аль-Хаджж Сафа-бег бін Худайберди-бег бін Кият Алачи-оглу Мамай-бег аль-Киримі; крим. Abdülğaffar Qırımiy, عبد الغفار قريمى) — вчений, державний діяч, поет і історик Кримського ханства XVIII століття.

## Біографія
Належав до кримської аристократії: походив з роду золотоординського темника Мамая, а через його дружину, Бій-сулу, дочку золотоординського хана Джанібека, походив від Бату-хана.
Написав історію пізньої Золотої Орди і кримських ханів, названу «Умдат аль-Ахбар фі тарих ат-татар» (Основа звісток з історії татар) (1744 рік). У роботі використовував хроніку Утеміш-хаджі і деякі інші джерела, що спираються на золотоординську історіографічну традицію.
Частина цієї праці, «Умдат ат-таварих» (Основа літописів), в 1924-25 роках була опублікована в Стамбулі турецьким істориком Неджіб Асимом.